# Gabber
Gabber (im Niederländischen [ˈɣɑbər]; englisch [ˈɡæbəɹ]; deutsch meist einfach [ˈgabɐ]) ist eine Kultur, die mit den verschiedenen Genres des Hardcore Techno zusammenhängt. Die Bezeichnung Gabber wird auch für Anhänger der dazugehörigen Szene verwendet. Oft wird Gabber mit dem Genre Early Hardcore gleichgesetzt. Für Early Hardcore (auch Early) sind verzerrte, lang ausklingende Bassdrums, oft von dem Drumcomputer Roland TR-909. Begleitend kommen grobe, harte und synthetische Klänge und Samples hinzu. In der Regel klingt Early „chaotischer“ als Hardcore Techno. 

## Wortherkunft, -bedeutung und Schreibweise
Im Niederländischen ist gabber ein umgangssprachlicher Ausdruck für „Kerl, Typ“ bzw. „Kumpel, Kamerad“; er wurde im 18. Jahrhundert aus dem Jiddischen (חבֿר, chawwer) entlehnt und geht letztlich auf hebräisch חָבֵר (ḥāvēr), „Freund“, zurück. Neben „Gabber“ hat sich auch die Bezeichnung „Hakke“, „Hakkûh“ (welches beide eigentlich Bezeichnungen für den Tanzstil zum Hardcore-Techno sind und ursprünglich vom Den Haager DJ und Produzenten The Dark Raver mit in die Gabberszene gebracht wurden) sowie Gabba (mit „a“) etabliert. Insbesondere im Großraum Berlin und im Osten Deutschlands ist Gabba die vorwiegende Schreibweise (auch bei Produzenten und Veranstaltern, etwa der „Gabba Front Berlin“ oder den „Gabba Nation Records“) und steht darüber hinaus für eine schnellere Variante (circa 190 bis 270 Beats per minute) des Gabber.

## Geschichte
Als Urheber der Stilrichtung „Early“ wird meist der für Rotterdam stilprägende Paul Elstak genannt, dessen Klang jedoch verglichen mit dem späteren Early noch zahm war. Prägend für den Early-Stil waren unter anderem die Produzenten und DJs Stickhead, E-De Cologne, Lenny Dee und The Speed Freak. Vor allem die Compilations der Reihe Thunderdome, die auch in TV-Spots beworben wurden, trugen viel zu der Verbreitung des Genres bei. Eine der charakteristischsten Komponenten von Hardcore Techno – das orchestrale Chor-Sample „Ending 1“ des Roland S-330 Samplers – erschien erstmals im Titel Anasthasia (1991) von T99. Es findet bis heute immer wieder Verwendung.
Der Stil ist heutzutage in mehreren Ländern verbreitet. Am meisten wahrscheinlich in den Niederlanden, in Deutschland, Italien, Belgien, der Schweiz und Österreich. In Deutschland finden besonders im Ruhrgebiet viele Gabberpartys statt. Doch auch in Berlin, Hamburg oder Frankfurt am Main finden sich Veranstaltungen dieser Art.
Der Begriff Gabber wird von manchen Szenekennern nicht als eigene Musikrichtung, sondern lediglich als ein Modewort für niederländischen Hardcore Techno angesehen. Die Meinung, dass Gabber keine eigene Musikrichtung sei, vertritt unter anderem Marc Acardipane, der allgemein als Erfinder des Hardcore Technos gilt: „Gabber hat keinen Sound und ist auch kein Musikstil, auch wenn das viele denken.“

## Hakke
Als „Hakke“ (niederländisch für „hacken“ oder auch „Ferse“, im gleichklingenden Slang auch „Hakkûh“) wird der Tanzstil zum Gabber/Hardcore Techno bezeichnet. Die ruckartigen Bewegungen, bei denen ein Fuß im Takt der Bassline hinter den anderen bewegt wird, sehen aus, als würde man rückwärts auf der Stelle laufen. Charakteristisch wird meist ausschließlich auf der Ferse getanzt. Die Geschwindigkeit hängt von der Beatanzahl pro Minute (bpm) ab, generell vollzieht man einen Tritt pro Bassschlag.
Auch nannte sich eine auf Gabba und Hardcore Techno spezialisierte Musikzeitschrift, die in der Mitte der 1990er Jahre in Chemnitz veröffentlicht wurde, „Hakke“.

## Politische Ausrichtung
Während die Musikkultur selber keine politische Bewegung darstellt, bekamen Gabberanhänger, bei denen seit dem Entstehen der Szene 1991 in Rotterdam Rassismus und linker oder rechter Radikalismus bzw. Extremismus keine Rolle gespielt hatten, im Laufe der Zeit in der Öffentlichkeit ein rassistisches Image. Dies wird von Szenebeobachtern, ähnlich wie bei Skinheads, auf die verwendete Symbolik zurückgeführt.

## Kleidung
Aufgrund modischer Ähnlichkeiten können Gabbers leicht mit Neonazis und vor allem Oi!-Skinheads verwechselt werden: Kurzgeschorene Haare oder Glatze, Bomber- und Harringtonjacken sowie Kleidung von Umbro, Kappa, Pit Bull und vor allem Lonsdale und Fred Perry (früher hingegen oft bunte Trainingsanzüge der Marken Cavello und Australian, die bei Skinheads nicht vorkommen) sind oft bei Gabbers anzutreffen. Heutzutage tragen diese auch oft Marken wie „100% Hardcore“ und „Hardcore United“. Oft ist auch Merchandise der verschiedenen Musikern/Labels und Festivals, darunter häufig Thunderdome- bzw. ID&T-Merchandise mit dem bekannten „Wizard“-Logo vorzufinden. Jeans werden manchmal an den unteren Seiten aufgeschnitten. Während Skinheads Stiefel (Boots) tragen, sind Gabbers häufig an Nike Air Max-Sneakern zu erkennen. Dabei handelt es sich meist um Air Max 90 oder Air Max BW.

## Rassismus
Bereits 2000 wurde durch den Verfassungsschutz des Landes Nordrhein-Westfalen festgestellt, dass sich innerhalb der Gabber-Szene eine rechtsextreme Randgruppe gebildet hat. Insbesondere in den Niederlanden, dem Ruhrgebiet sowie in Mittelitalien wurden öffentliche Gabber-Veranstaltungen von Hooligans und Neonazis besucht.
Bereits 1993 erteilten das Amsterdamer Label Mokum Records mit dem Logo „United Gabbers Against Racism And Fascism“ (Vereinigte Gabbers gegen Rassismus und Faschismus) und der Platte Chosen Anthem (Against Racism) von Chosen Few Rassisten eine klare Absage. Später folgten antirassistische Lieder wie zum Beispiel Die Nazi Scum (Party Animals & Rob Gee), Ku Klux Cunts (Nasenbluten), Anti Nazi Vendetta Part 1 & 2 (Micropoint) oder auch Time To Make A Stand (Hardcore United). Letzterer Track ist die Hymne der antirassistischen Hardcore United-Party, die am 25. Juni 2005 im niederländischen Eindhoven stattfand.
Auch in Deutschland wurde das Problem des Rassismus in der Gabberszene von verschiedenen Partyveranstaltern aufgegriffen. Für deutsche Gabberwebseiten wurde außerdem ein neues „We Are United Gabbers Against Racism & Fascism“ Schwarz-Weiß-Logo entwickelt. Auf den Flyern vieler größerer Partys ist ein deutlicher Hinweis zu lesen, dass bestimmte Kleidungsstücke wie beispielsweise Stiefel (die Springerstiefeln/Sicherheitsschuhen ähneln) oder Kleidung mit Emblemen rassistischer Organisationen zur Verweigerung des Einlass führen. Auch hier positionierten sich Künstler von Anfang an klar gegen Rassismus. So stand der Name des Speedcore-Produzenten A.N.C. für „Anti Nazi Core“, die Digital-Hardcore-Gruppe Atari Teenage Riot veröffentlichte 1995 den Track Hetzjagd auf Nazis! oder der Produzent Bazooka im Jahr 1997 den Track Waz Gibtz Noyze? (FukDaNazisMix). Auf der wesentlich von der Gabber-Szene geprägten jährlichen Fuckparade in Berlin gab es Redebeiträge von linken Politikern (etwa 2002 Stefan Liebich und Lisa Paus), die Ausgabe von 2017 stand unter dem Motto „No Nation No Border“, die von 2019 unter dem Motto „Nazifrei und Krach dabei“. Zudem befand sich auf den Flyern der Parade häufig das „Gegen Nazis“-Symbol, also eine Faust, die ein Hakenkreuz zerschlägt. Dennoch gab es wiederholt Berichte von „Gabbernazis“ und Samples aus dem Dritten Reich sorgten – ähnlich wie bei der Electronic Body Music – für Irritationen.

## Stiltypische Tracks
- Neophyte – Recession
- Vitamin – Alice In Donderland (Liza N Eliaz Mix)
- Omar Santana – Edit Madness
- Dr. Mindfuck – Calling Doktor Mindfuck
- The Prophet – Allright Now Here We Go!!! (Rob Gee Gabber Fuck Mix)
- DJ Sascha – Guitar 31
- Beagle – Tteenneessee
- NXP – Nuclear Devastation
- Scott Brown – Rock Tha House
- Bodylotion – Neighbourhood Crime (Tha Playah Remix)

## Bekannte Interpreten
- DJ Gizmo
- Darkraver
- 3 Steps Ahead
- Buzz Fuzz
- Charly Lownoise & Mental Theo
- DJ Ruffneck
- DJ Skinhead
- E-De-Cologne
- Euromasters
- Gabba Front Berlin
- Gabba Nation
- Lenny Dee
- Marc Acardipane
- Neophyte
- Paul Elstak
- Rotterdam Terror Corps
- The Prophet
- The Speed Freak